# Булевар (музичка група)
Булевар је била београдска хард рок-група коју је у јесен 1978. године основао Ненад Стаматовић (касније постао познат као гитариста Бајаге и инструктора), након што је напустио групу Зебра, у којој је претходно свирао.
Придружили су му се Бранко Исаковић (Сунцокрети), Дејан Цукић и Предраг Јаковљевић (оба раније у групи Тилт), а касније им се придружио и Драган Митрић (Звук улице).
Прво издање групе је био сингл „Моје безвезне ствари“ / „Немам ништа важно да те питам“ (Југотон, август 1980) - занимљиво да је за обе песме текст написао Бајага (тада у „Рибљој чорби“).
Група је постојала до 1984.

## Дискографија

#### Булевар

##### Студијски албуми
1. Лош и млад (ПГП-РТБ, 1981)
2. Мала ноћна паника (ПГП-РТБ, 1982)

##### Компилације
1. Сви марш на плес (Југотон, 1981)

##### Синглови
1. „Моје безвезне ствари" / „Немам ништа важно да те питам“ (Југотон, 1980)
2. „Несташни дечаци" / „Моја лова, твоја лова“ (Југотон, 1981)